# Diphucephala pubescens
Diphucephala pubescens är en skalbaggsart som beskrevs av Macleay 1886. Diphucephala pubescens ingår i släktet Diphucephala och familjen Melolonthidae. Inga underarter finns listade i Catalogue of Life.